# Vasco Mendonça
Pour les articles homonymes, voir Mendonça.

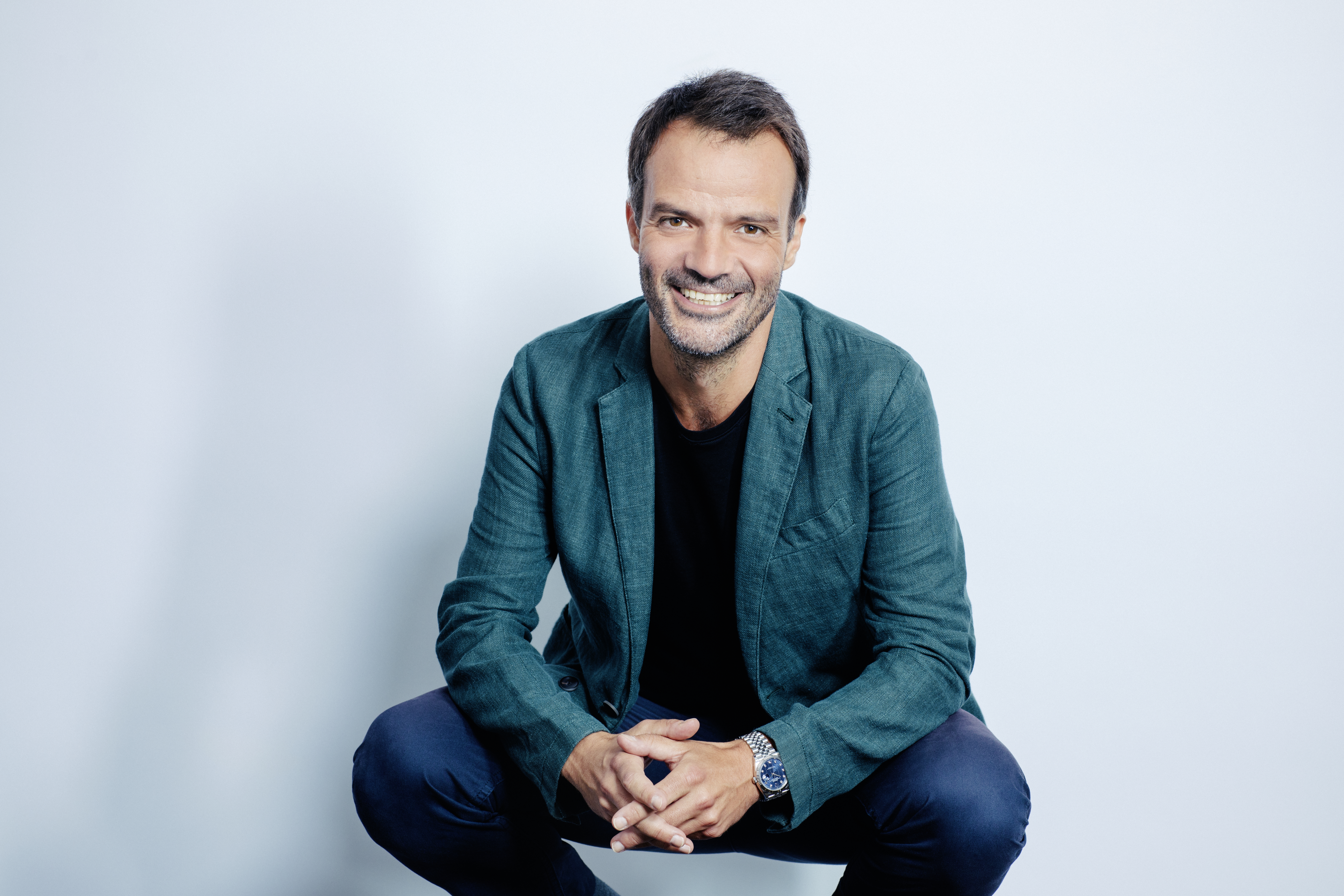
Compositeur Vasco Mendonça, NYC 2022 (Rolex/Audoin Desforges)

Vasco Mendonça (né en 1977) est un compositeur portugais de musique contemporaine.

## The House Taken Over
En 2013, le festival d’Aix-en-Provence lui commande un opéra, The House Taken Over, dont la création mondiale a lieu le 6 juillet 2013 au Domaine du Grand-Saint-Jean, sur un livret de Sam Holcroft d’après la nouvelle Casa tomada, de Julio Cortázar, la direction musicale étant assurée par Étienne Siebens, et la mise en scène par Katie Mitchell.
Dans les colonnes du Monde, la journaliste Marie-Aude Roux voit dans cet opéra une « réussite » et estime que son auteur « se situe dans la droite ligne, exigeante et intelligible, de Benjamin, dont [il] a été l’élève ».
Gilles Macassar, sur Télérama.fr, se montre plus circonspect et, s’il crédite le compositeur d’avoir créé une « musique inventive » qui « apporte à ce huis clos étouffant sa part d'évasion et d'onirisme », reproche à la librettiste Sam Holcroft une « erreur d'appréciation », partagée par le compositeur, qui aboutirait à ce que « se dégage de son opéra » une « impression d'inabouti, de manqué », qui aurait « laissé le public déconcerté ».